# Ángel Arteaga
Pour les articles homonymes, voir Arteaga.
Répertoire
symphonies, opéra, musique de film
Ángel Arteaga de la Guía (né le 28 janvier 1928 à Ciudad Real – mort le 17 janvier 1984 à Madrid) est un compositeur espagnol.

## Filmographie
- 1965 : Le Serment de Zorro (El Zorro cabalga otra vez) de Ricardo Blasco
- 1965 : L'Enfer du Manitoba (Un lugar llamado Glory) de Sheldon Reynolds
- 1968 : Les Vampires du docteur Dracula (La marca del Hombre-lobo) d'Enrique López Eguiluz